# کاپیتول ایالت پنسیلوانیا

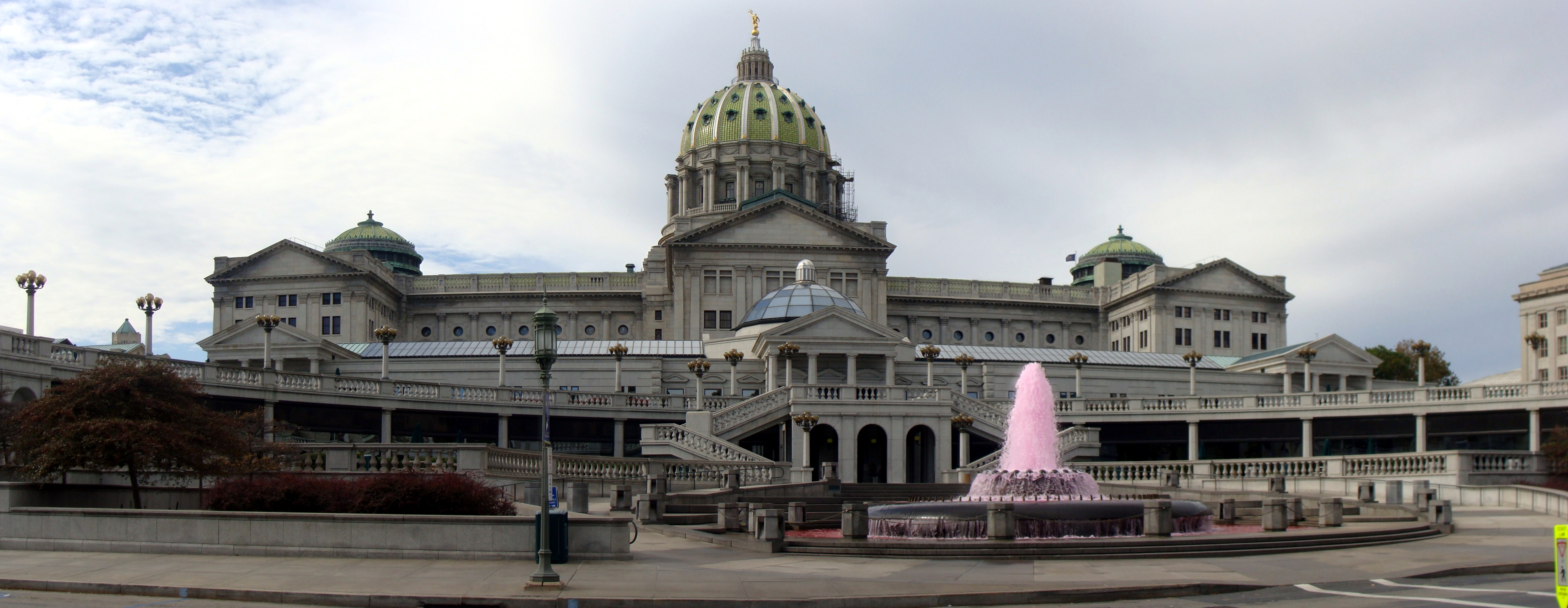

ساختمان کاپیتول ایالت پنسیلوانیا (Pennsylvania State Capitol) بنایی است که شاخه مقننه، اجرایی، و عدلیه دولت ایالت پنسیلوانیا در آن قرار دارد.
معمار بنا عبارت است از Joseph Miller Huston از فیلادلفیا. سبک معماری ساختمان سبک بوزار است که در آن زمان طرفداران زیادی داشت.
بنای کنونی در سال ۱۹۰۶ ساخته گردید و در هریسبورگ قرار دارد.
این بنا خانه مجلس نمایندگان و سنا و فرمانداری ایالت است.

## نگارخانه

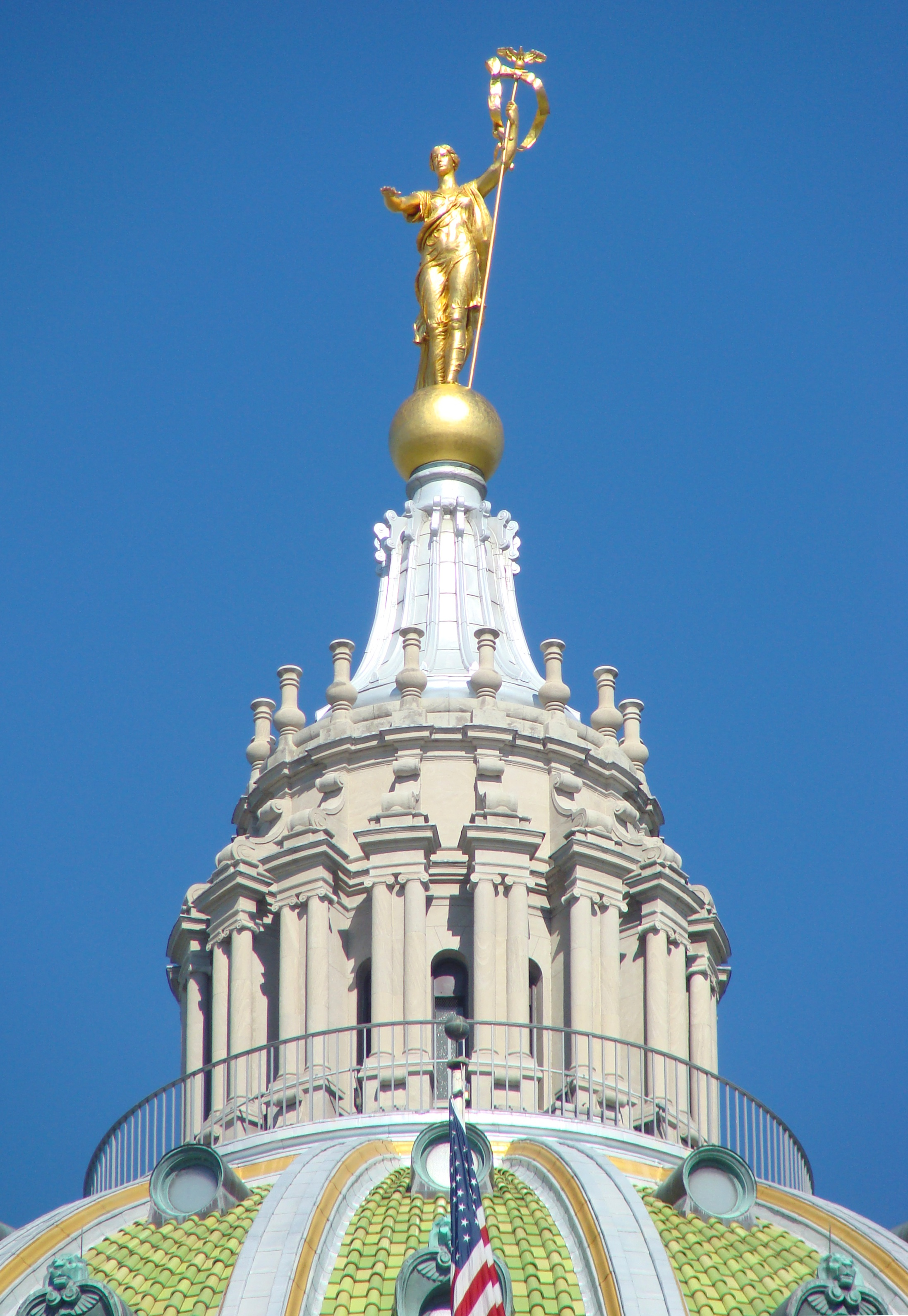
بر روی گنبد
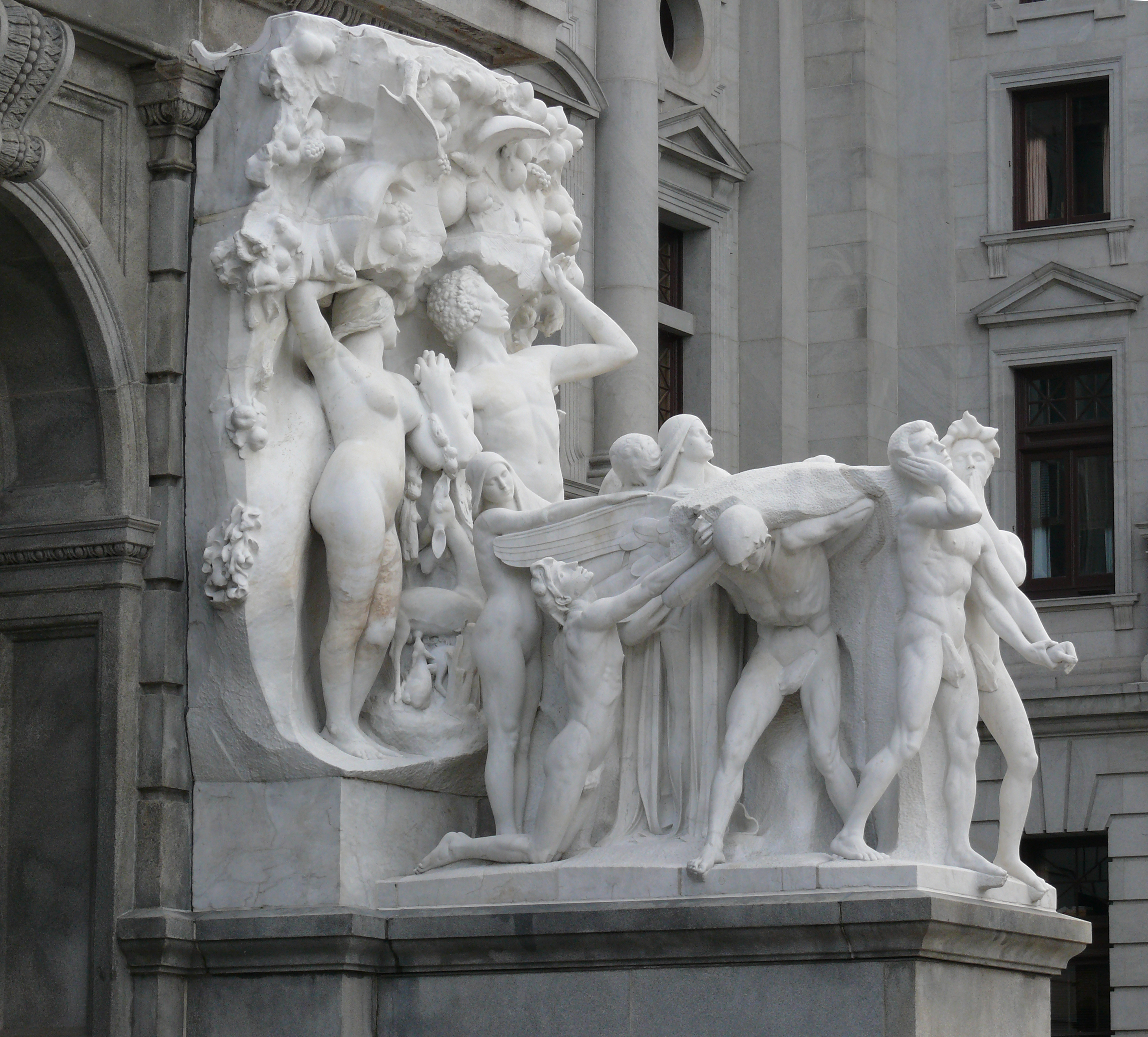
«مشقت زندگی»
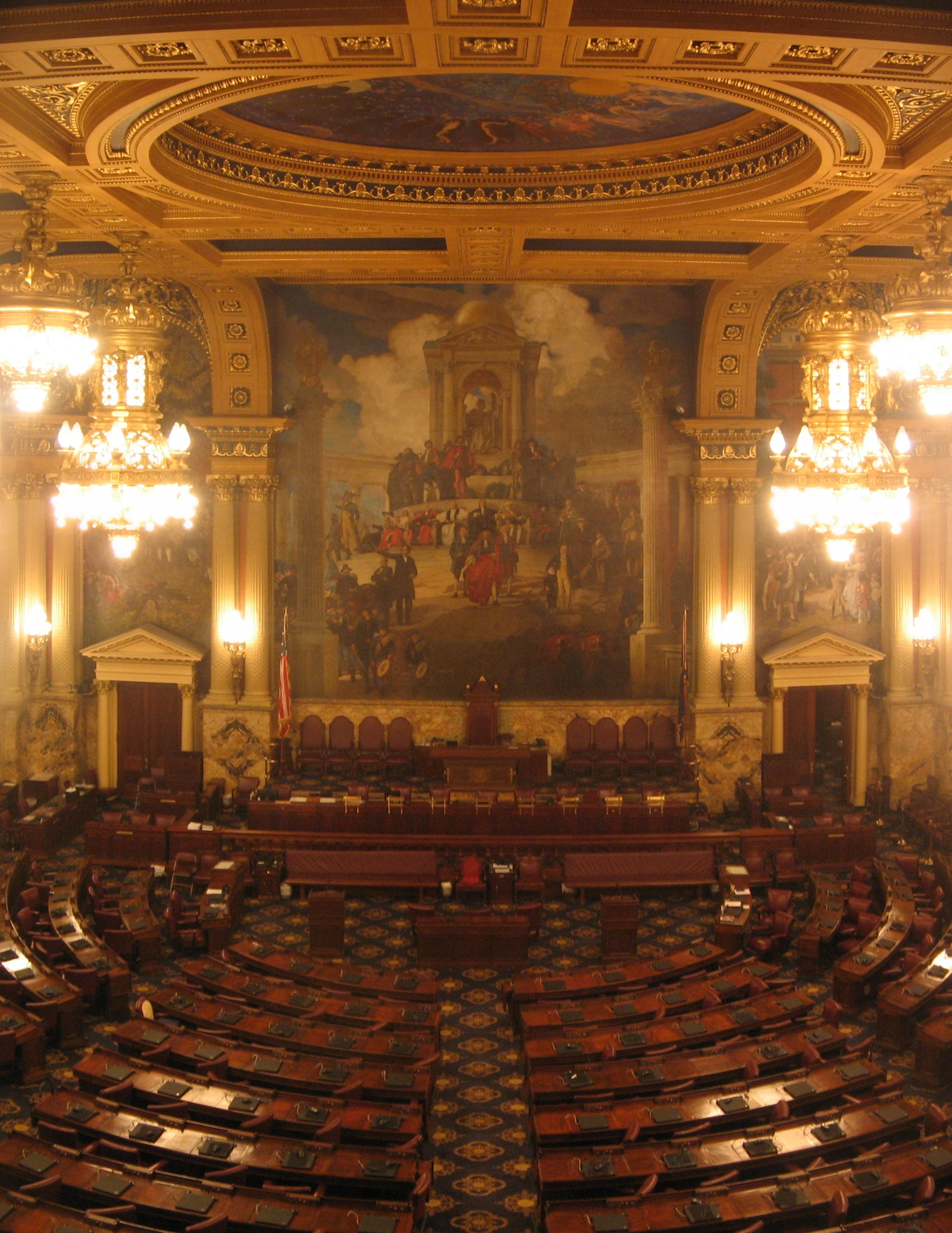
مجلس نمایندگان
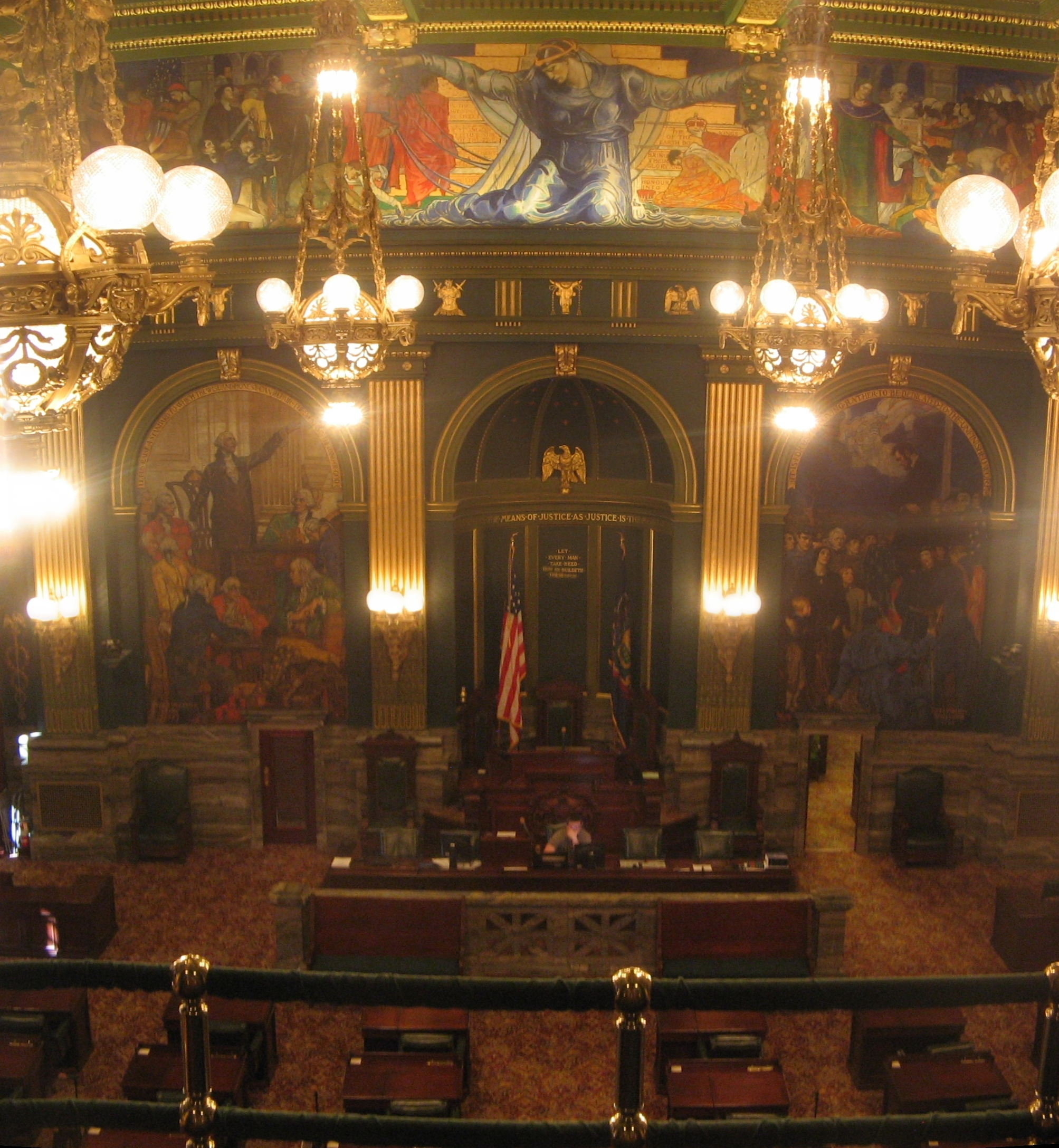
مجلس سنا